# Charles Bouchard (lieutenant-général)
Pour les articles homonymes, voir Charles Bouchard et Bouchard.
Le lieutenant-général Joseph Jacques Charles « Charlie » Bouchard C.M.M. M.S.C. C.D. est un général à la retraite de l'Aviation royale du Canada. Il a notamment servi en tant que commandant dans la 1re Division aérienne du Canada et commandant adjoint du Commandement de la défense aérospatiale de l'Amérique du Nord. Le 25 mars 2011, Charles Bouchard est nommé commandant de l'intervention militaire de l'OTAN en Libye,. Le 24 novembre 2011, Charles Bouchard se voit remettre la Croix du service méritoire des mains du gouverneur général du Canada pour avoir dirigé les opérations de l'OTAN en Libye.

## Biographie
Joseph Jacques Charles Bouchard est né à Chicoutimi, Québec, au Canada. Il s'est enrôlé dans les Forces canadiennes en 1974.

## Médailles
|  | Ordre du mérite militaire                        |
|  | Médaille du jubilé d'or de la reine Élisabeth II |
|  | Décoration des Forces canadiennes                |
|  | Legion of Merit (US)                             |
|  | Croix du service méritoire                       |